# Ніколас Екстон
Ніколас Екстон (англ. Nicholas Exton; д/н — 1402) — державний діяч середньовічної Англії, купець.

## Життєпис
Про походження відсутні відомості. Належав до гільдії риботоргівців зі «старого патриціату», що тривалий час контролював міське управління Лондона. Перша згадка відноситься до 1364 року, коли разом з іншими риботоргівцями протистояв Роберту Тюрку, родичеві барона Бартоломея де Бургеша. 1369 року обраний членом палати громад парламенту від Міддлсекса.
1376 році під час розгляду зловживань, корупції серед лондонських купців Добрим парламенту притягався як свідок справи торгівця Річарда Лайонса. Згодом боровся за відновлення позицій представників «старого патриціату» проти Джона Нортгемптона, що очолив гільдії з «нового патриціату». Не виявив великої активності від час селянського повстання 1381 року. Навпаки — домігся помилування деяких лондонців, що були очільниками повсталих. 1379 року за підтримки королівської ради отримав посади збирача в Лондонському порту митних податків на вовну, будівельного інспектора та мера Вестмінстерського стапеля.
1382 року обраний олдерменом від округу (ворда) Біллінгсгейт. Втім невдовзі лорд-мер Джон Нортгемптон притягнув Екстона за образу своєї особи. Зрештою Екстон мусив відмовитися від своєї посади (замість нього олдерменом став Джон Мегфільд із гільдії торгівців залізними виробами, союзник Нортгемптона). На деякий час Ніколас Екстон навіть залишив Лондон.
1384 року завдяки підтримці нового лорд-мера Ніколаса Брембра був призначений шерифом Сіті. 1385 року обраний олдерменом від Біллігсгейту. Невдовзі призначений збирачем податків у Лондоні. 1386 року обирається лорд-мером. Невдовзі від міста надав королю позику в 4 тис. фунтів. 1387 року знову стає лорд-мером. Того ж року призначають королівським констеблем Нортгемптонського замку.
Підтримував діяльність Ніколаса Брембра, що став членом королівської ради. Водночас наказав знищити «Ювілейну книги», де було записано реформаторські накази Джона Нортгемптона. 1387 року не допустив в урівнянні Нортгемптона в правах громадянина Лондона. У жовтні того ж року обирається лорд-мером на наступний термін.
Під час протистояння короля Річарда II з лордами-апелянтами спочатку підтримував першого. Але під час відкритого збройного конфлікту Екстон не наважився виступити проти апелянтів на чолі з Томасом Вудстоком, герцогом Глостером. Після поразки королівських військ у битві біля моста Редкот в Оксфордширі, Ніколас Екстон перейшов на бік противників короля. Не підтримав свого союзника Брембра під час суду Нещадного парламенту 1388 року. Втім сам Ексон був ледве виправданий.
Згодом основну увагу приділяв збереженню влади «старого патриціата» в місті та скупівлі маєтків у навколишніх графствах. Разом з тим обороняв вільності Лондона від намагань підпорядкувати його капітану, якого призначав би парламент, а фактично лорди-апелянти. Екстон мусив маневрувати між збереженням вірності королю та герцогом Глостером, що набув першості в королівстві. 1388 року поступився посадою лорд-мера ювеліру (з «нового патриціату») Ніколасу Твайфорду.
1390 року Екстон втратив посаду збирача вовняної субсидії. Відтак більше займався справами своєї гільдії. Помер 1402 року. Заповів усе майно братові Томасу Екстону.